# James Lindsay Hilton
James Lindsay Hilton (nació el 21 de febrero de 1957) ha sido astrónomo en el Observatorio Naval de los Estados Unidos desde 1986. En 1999 publicó una nueva lista de efemérides para 15 de los más grandes asteroides para uso en el Almanaque Astronómico.

## Educación
Hilton obtuvo su licenciatura en letras en física en la Universidad Rice en 1979. Hizo sus estudios de graduación en la Universidad de Texas en Austin donde obtuvo un máster en astronomía en 1981 y un doctorado de filosofía en astronomía en 1990.